# Hawks Angers Rollers
 (septembre 2013).
 (septembre 2013).
Si vous disposez d'ouvrages ou d'articles de référence ou si vous connaissez des sites web de qualité traitant du thème abordé ici, merci de compléter l'article en donnant les références utiles à sa vérifiabilité et en les liant à la section « Notes et références ».
Hawks Angers Rollers est un club de roller in line hockey français, basé à Angers et évoluant en Ligue élite. L'équipe porte le nom des Hawks d'Angers.

## Historique
- 1996 : Création de la section roller au sein de l'Association des sports de glace d'Angers.
- 1998 : Premier titre de champion de France
- 2000 : L'ASGA devient l'Association des sports de glisse d'Angers.
- 2009 : Création de l'association Hawks Angers Rollers.

## Palmarès
- Championnat de France (4) :
  - Champion : 1998, 2000, 2001, 2002
  - Finaliste : 2006, 2015

- Coupe de France (2) :
  - Vainqueur : 2001, 2014
  - Finaliste : 2002, 2008, 2010, 2017, 2018